# スパイのライセンス
『スパイのライセンス』（英語原題：It Takes A Thief)は、1968年スタートのロバート・ワグナー主演、アメリカABCネットワーク放送のテレビドラマである。1970年の放送終了までに全3シーズン、全66話が制作された。日本ではTBS系列土曜夜8時枠で1969年に『プロ･スパイ』のタイトルで始まり、1970年から1971年にかけて火曜夜10時枠に放送枠を変更、タイトルも表題の『スパイのライセンス』に改めて放送された。

## 概要
主演のワグナー演じるプレイボーイの大泥棒「アレックス・マンディ」が、恩赦と引き換えに「SIA」（シークレット・インテリジェンス・エージェンシー Secret Intelligence Agency）なる米国諜報機関のスパイとなり、得意の泥棒テクニックを駆使して行なう諜報活動を描いた作品。映画スターとして低迷期にあったワグナーがこの作品のヒットにより人気を復活させたことでも有名。
第2シーズンからはフレッド・アステアが登場、ワグナーの父親役を演じた。ゲストにベティ・デイビス、ピーター・セラーズ、ジョセフ・コットン、スザンヌ・プレシェット、リカルド・モンタルバン、レスリー・ニールセン、後にワグナーと「探偵ハート&ハート」で共演するステファニー・パワーズなどのスターが名を連ねた。

## キャスト
- アレキサンダー（アレックス）・マンディ: ロバート・ワグナー（声: 城達也）
- ノア・ベイン部長: マラチ・スローン（声: 小林昭二）
- アリステア・マンディ（アレックスの父）: フレッド・アステア（声: 立岡光）
- ウォーリー・パワーズ部長（ベインの後任）: エドワード・ビンズ（声: 木村幌）
- ウィリアム・ドーバー部長: ジョン･ラッセル（声: 久松保夫）

## 放映リスト
英語版en:It Takes a Thief (1968 TV series)#Episodesを参照。
- 第1シーズン 全16話 1968年1月9日 - 1968年4月30日 （日本の第1シリーズ『プロ・スパイ』に相当）
- 第2シーズン 全26話 1968年9月24日 - 1969年4月22日（同上）
- 第3シーズン 全24話 1969年9月25日 - 1970年3月24日（日本の第2シリーズ『スパイのライセンス』に相当）

日本
- プロ・スパイ　1969年1月11日 - 1969年7月19日
- スパイのライセンス　1970年9月29日 - 1971年6月8日

## 参照
1. ↑  It Takes a Thief - IMDb（英語）